# Shahmaran
Shahmaran è una serie televisiva drammatica turca diretta da Umur Turagay e Bertan Başaran, distribuita sulla piattaforma di streaming Netflix dal 20 gennaio 2023. È un adattamento del libro del 2010 Şah-ı Mar della scrittrice Emine Buzkan Kaynak.

## Trama
Şahsu, docente di psicologia di Istanbul, si reca ad Adana per lavoro e decide di affrontare suo nonno, che ha abbandonato sua madre molti anni fa. Mentre è lì, viene coinvolta in una comunità che adora Şahmaran, una creatura mitica che è metà donna e metà serpente, che sta aspettando il completamento di una profezia storica. La sua vita si trasforma quando incontra un uomo misterioso di nome Maran.

## Episodi
| Stagione         | Episodi | Pubblicazione Turchia | Pubblicazione Italia |
| ---------------- | ------- | --------------------- | -------------------- |
| Prima stagione   | 8       | 2023                  | 2023                 |
| Seconda stagione | 6       | 2024                  | 2024                 |

## Personaggi e interpreti
- Şahsu, interpretata da Serenay Sarıkaya, doppiata da Benedetta Ponticelli.
- Maran, interpretato da Burak Deniz, doppiato da Gabriele Sabatini.
- Davut, interpretato da Mustafa Uğurlu, doppiato da Maurizio Reti.
- Ural, interpretato da Mahir Günşiray, doppiato da Massimo Rossi.
- Cihan, interpretato da Mert Ramazan Demir, doppiato da Raffaele Carpentieri.
- Çavgeş, interpretata da Ebru Özkan.
- Lakmu, interpretato da Hakan Karahan.
- Medine, interpretata da Elif Nur Kerkük, doppiata da Perla Liberatori.
- Salih, interpretato da Mehmet Bilge Aslan, doppiato da Dario Oppido.
- Diba, interpretata da Berfu Halisdemir, doppiata da Lucrezia Marricchi.
- Hare, interpretata da Nilay Erdönmez, doppiata da Gemma Donati.
- Bike, interpretato da Nil Sude Albayrak.
- Tutku, interpretata da Ayşe Lebriz Berkem.
- Lilit, interpretato da Ece Ertez.
- Camsap, interpretato da Beran Soysal.
- Şahsu da piccola, interpretato da Almina Günaydın.
- Gül, interpretata da Öznur Serçeler.
- Lilith, interpretata da Saadet Aksoy.

## Produzione
La serie è creata da Pınar Bulut, che ha anche firmato la sceneggiatura, diretta da Umur Turagay e Bertan Başaran e prodotta da Tims&B Productions.

### Rinnovo
Ancora prima dell'esordio della prima stagione, la serie è stata rinnovata per una seconda stagione.

### Riprese
Le riprese della prima stagione sono state effettuate da settembre a novembre 2021 nelle province di Adana, Mersina (in particolare a Tarso) e Muğla (in particolare a Datça). Le riprese della seconda stagione sono state effettuate dal 15 agosto alla fine di ottobre 2022 a Marmaris (in provincia di Muğla) e sono proseguite ad Adana.

## Distribuzione
La serie viene distribuita sulla piattaforma di streaming Netflix dal 20 gennaio 2023: la prima stagione è stata distribuita il 20 gennaio 2023, mentre la seconda stagione è stata distribuita l'8 agosto 2024.

## Accoglienza

### Ricezione
Tre giorni dopo l'esordio, la serie è stata vista per un totale di 17 milioni di ore in tutto il mondo. Un critico di Cumhuriyet ha elogiato la cinematografia e gli attori, ma è rimasto deluso dalla dissonanza tra la realtà della regione e il comportamento dei personaggi, citando nudità eccessiva e scene fuori contesto che non corrispondono alle antiche tradizioni turche della regione in cui sono stati girati. Il critico ha anche paragonato la famiglia di Maran ai Cullen in Twilight.